# The Score (filme)
The Score (no Brasil: A Cartada Final / em Portugal: Sem Saída) é um filme estadunidense de 2001 dirigido por Frank Oz.

## Sinopse
Um veterano ladrão que está prestes a se aposentar e um jovem unem forças a fim de realizar um assalto por muitos considerado impossível. Nick Wells (Robert De Niro) é um criminoso profissional que decidiu abandonar a vida de crimes, após quase ser capturado em seu último assalto. Nick pretende agora levar uma vida pacata com sua namorada Diane (Angela Bassett), que coordena seu clube de jazz em Montreal no Canadá
Até que Max (Marlon Brando), seu grande amigo e financiador de Nick em seus trabalhos ilegais, lhe faz uma oferta impossível de recusar: o roubo de um histórico centro francês que havia sido descoberto recentemente e que estava em exibição na cidade. Porém, para realizar o roubo, Nick precisa da ajuda de um cúmplice, Jackie Teller (Edward Norton), que é um jovem, talentoso e agressivo ladrão, mesmo que para tanto ele tenha que quebrar sua própria regra de nunca trabalhar com parceiros.

## Elenco
- Robert De Niro .... Nick Wells
- Edward Norton .... Jackie Teller / Brian
- Marlon Brando .... Max Baron
- Angela Bassett .... Diane
- Genival Pascoal .... Nik
- Gary Farmer .... Burt
- Andrew Walker .... Jeff
- Chris Messina
- David L. McCallum